# Bressolles, Allier

Bressolles este o comună în departamentul Allier din centrul Franței. În 1 ianuarie 2022 avea o populație de 1.141 de locuitori.